# Imre Éva
Imre Éva (Csíkszereda, 1989. október 13. –) erdélyi magyar színésznő.

## Életpályája
2005-2009 között a sepsiszentgyörgyi Plugor Sándor Művészeti Líceumban tanult. 2009-2012 között a kolozsvári Babeş-Bolyai Tudományegyetem színész szakán tanult, Bíró József osztályában. 2014-ben MA diplomát szerzett. 2012-től a Kolozsvári Állami Magyar Színház társulatának tagja.

## Díjai és elismerései
- Bánffy Miklós-vándordíj (2018)[3]
- Legjobb színésznő díja (2018, POSZT)
- Alakításdíj (2020) – Pornó – Feleségem története, Kisvárda Város Polgármesterének díja a Magyar Színházak XXXII. Kisvárdai Fesztiválján
- Őze Lajos-díj (2022)[4]